# Корнелијус Вандербилт
Корнелијус Вандербилт (енгл. Cornelius "The Commodore" Vanderbilt, 1794 − 1877) био је амерички привредник, бродовласник и добротвор. Након што је радио са очевим послом, Вандербилт се пробио до водећих позиција у трговини унутрашњим водама и инвестирао у брзо растућу железничку индустрију, ефективно трансформишући географију Сједињених Држава.
Као један од најбогатијих Американаца у историји и најбогатијих личности уопште, Вандербилт је био патријарх богате и утицајне породице Вандербилт. Дао је почетни поклон оснивању Вандербилт универзитета у Нешвилу у Тенесију. Према историчару Х. Роџеру Гранту: „Савременици су, такође, често мрзели Вандербилта или га се плашили или су га бар сматрали неодгојеним грубијаном. Иако је Вандербилт могао да буде битанга, борбен и лукав, он је био много више градитељ него разбојник [.. .] био је частан, оштроуман и вредан.”

## Порекло
Корнелијус Вандербилтов пра-пра-пра-прадеда, Јан Аерцон или Аерцзун („Аерцов син“), био је холандски фармер из села Де Билт у Утрехту, Холандија, који је емигрирао у Нови Амстердам (касније Њујорк) као најамни слуга 1650. године. Холандски van der („од”) је на крају додат Аерцоновом имену села да би се створило „ван дер Билт” („од Билта”). Ово је на крају сажето у Вандербилта. Ентони Јансзун ван Сале је био још један од пра-пра-пра-пра-прадеда Корнелија Вандербилта.

## Биографија
Рођен у Њујорку 1794. у породици холандског порекла, напустио је школу већ са 11 година и запослио се као радник на очевој дереглији у њујоршкој луци, а већ са 16 година је уз помоћ родитеља купио сопствени бродић, радећи паралелно и за веће бродовласнике и улазећи у послове. Од 1829. покренуо је најпре једну, а затим више паробродских линија дуж источне обале САД: возећи по нижим ценама, постепено је потиснуо сву конкуренцију. Током златне грознице 1849. уложио је стечени капитал у прекоокеанске бродове и некретнине на Менхетну. Током Америчког грађанског рата (1861-65) донирао је средства и бродове војсци Уније. Од 1864. распродао је своју флоту и концентрисао капитал у железнице, као и раније потискујући супарнике безобзирним обарањем цена, изградивши железничку империју (енгл. New York Central Railroad) од обале Атлантика (Бостон и Њујорк) до Великих Језера и средњег Запада (Сент Луис и Чикаго). Умро је 1877. у Њујорку, оставивши сину Вилијаму богатство од 100 милиона долара (око 215 милијарди долара по ценама из 2016).
Вендербилт је био један од привредника који је дао новац за кауцију од 100.000 долара како би Џеферсон Дејвис био пуштен на слободу, средства су прикупљена од стране угледних и имућних грађана међу којима је био Вандербилт, али и Хорас Грили и Герит Смит.

### Рани живот
Корнелијус Вандербилт је рођен на Стејтен Ајленду у Њујорку 27. маја 1794. у породици Корнелијуса ван Дербилта и Фиби Хенд. Почео је да ради на очевом трајекту у Њујоршкој луци као дечак, напустивши школу са 11 година. Са 16 година, Вандербилт је одлучио да покрене сопствену трајектну услужну фирму. Према једној верзији догађаја, он је од своје мајке позајмио 100 долара (еквивалентно 2,000 долара године 2024) да би купио периогер (једрењак плитког газа, двојарбол), који је крстио Swiftsure. Међутим, према првом извештају о његовом животу, објављеном 1853. године, периогер је припадао његовом оцу, а млађи Вандербилт је добио половину профита. Свој посао је започео превозом терета и путника на трајекту између Стејтен Ајленда и Менхетна. Толика је била његова енергија и жеља у његовом занату да су га други капетани у близини у шали звали Комодор — надимак који му је остао целог живота.
Док су се многи чланови породице Вандербилт придружили епископској цркви, Корнелије Вандербилт је остао члан моравске цркве до своје смрти. Заједно са осталим члановима породице Вандербилт помогао је подизању локалне моравске парохијске цркве у свом граду.
Дана 19. децембра 1813. године, са 19 година Вандербилт се оженио својом првом рођаком, Софијом Џонсон. Преселили су се у пансион у улици Брод на Менхетну.
Они су имали 13 деце: Фибу 1814, Етелинда 1817, Елиза 1819, Вилијам 1821, Емили 1823, Софија 1825, Марија 1827, Франсис 1828, Корнелије Јеремија 1830, Џорџ у 1830. (који је умро 1836), Марија 1834, Катарина 1836, и још један син по имену Џорџ 1839.
Поред тога што је водио свој трајект, Вандербилт је купио шкуну Шарлот од свог зета Џона Де Фореста и трговао храном и робом у партнерству са својим оцем и другима. Али 24. новембра 1817. предузетник трајекта по имену Томас Гибонс замолио је Вандербилта да управља његовим паробродом између Њу Џерсија и Њујорка. Иако је Вандербилт водио сопствени бизнис, постао је Гибонсов пословни менаџер.‍:9–27; 31–35
Када је Вандербилт ступио на своју нову позицију, Гибонс се борио против монопола пароброда у водама Њујорка, који је Законодавно тело државе Њујорк доделило политички утицајном патрицију Роберту Ливингстону и Роберту Фултону, који су дизајнирали пароброд. Иако су и Ливингстон и Фултон умрли до тренутка када је Вандербилт почео да ради за Гибонса, монопол су држали Ливингстонови наследници. Они су дали дозволу Арону Огдену да води трајектну линију између Њујорка и Њу Џерсија. Гибонс је покренуо свој подухват на пароброду због личног спора са Огденом, за кога се надао да ће бити доведен до банкрота. Да би то постигао, снизио је цене, а такође је повео значајан судски случај — Гибонс против Огдена — Врховном суду Сједињених Држава како би се укинуо монопол.‍:37–48
Радећи за Гибонса, Вандербилт је научио да води велики и компликован посао. Са породицом се преселио у Њу Бранзвик у Њу Џерсију, станицу на Гибонсовој линији између Њујорка и Филаделфије. Тамо је његова супруга Софија водила веома профитабилну гостионицу, користећи приходе за храну, одећу и школовање своје деце. Вандербилт је такође показао способност брзог стицања знања у правним питањима, заступајући Гибонса на састанцима са адвокатима. Такође је отишао у Вашингтон, да ангажује Данијела Вебстера да заступа случај пред Врховним судом. Вандербилт је уложио жалбу на сопствени случај против монопола Врховном суду, који је био следећи на списку након Гибонс против Огдена. Суд никада није саслушао Вандербилтов случај, јер је 2. марта 1824. пресудио у Гибонсову корист, рекавши да државе немају моћ да се мешају у међудржавну трговину. Случај се и даље сматра значајном пресудом. Заштита конкурентне међудржавне трговине сматра се основом за већи део просперитета који су створиле Сједињене Државе.‍:47–67

## Наслеђе
Његов биограф Т. Стајлс написао је: Огромно је унапредио и проширио националну саобраћајну инфраструктуру...Пригрлио је нове технологије и нове облике пословања, и користио их за надметање...Помогао је стварање корпоративне економије која ће дефинисати САД у 21. столећу. Као један од најбогатијих Американаца свих времена и најбогатијих људи у историји, био је оснивач богате и утицајне породице Вандербилт. 1869. донирао је милион долара (око 2 милијарде долара по ценама из 2016) и основао Универзитет Вандербилт у Нешвилу, Тенеси.